# Callipeltis
Callipeltis là một chi thực vật có hoa trong họ Thiến thảo (Rubiaceae).

## Loài
Chi Callipeltis gồm các loài: